# Bien-être fœtal
Le bien-être fœtal est une notion relativement récente utilisée pour la surveillance fœtale dans le cas de grossesse pathologique ou dans les grossesses à haut risque.
Le bien-être fœtal est apprécié par un certain nombre d'exploration. Le but de l'évaluation est de diminuer la morbidité néonatale et la mortalité néonatale. Bien que la liste ci-dessous soit impressionnante, toutes ces techniques ne doivent pas être mises systématiquement en œuvre. Une technique ne doit pas être évaluée seule mais doit être intégrée aux autres techniques.  

## Quelles sont les grossesses qui doivent bénéficier de cette évaluation?
- Retard de croissance intra-utérin
- Diminution des mouvements actifs
- Grossesse prolongée
- Hypertension artérielle gravidique et prééclampsie
- Diabète antérieur à la grossesse
- Diabète  gestationnel nécessitant de l'insuline
- Rupture prématurée des membranes avant terme

## Quelles sont les bénéfices attendus de l'évaluation du bien être fœtal?
- Diminution des acidoses métaboliques fœtales
- Diminution des mort-nés
- Diminution de la mortalité périnatale
- Diminution de l'acidose métabolique
- Diminution des atteintes rénales hypoxiques
- Diminution des entérocolites nécrosantes
- Diminution des hémorragies intracraniennes
- Diminution des convulsions néo-natales
- Diminution de l'infirmité motrice cérébrale

## Technique d'évaluation du bien-être fœtal

### Compte des mouvements du fœtus

#### Technique de Cardiff
À partir de 9 h du matin, en position assise ou allongée, la patiente se concentre sur les mouvements de son fœtus. Elle calcule combien de temps il faut pour compter 10 mouvements.
Elle présente ensuite les résultats lors d’une visite prénatale. Si le fœtus n’a pas bougé 10 fois avant 21 h, elle doit se présenter tout de suite pour un examen.

#### Technique Sadovsky
La patiente s’étend pendant une heure après le repas, si possible, et elle se concentre sur les mouvements de son fœtus. Si, après une heure, elle n’a pas compté quatre mouvements, elle doit continuer pendant une autre heure. Si, après deux heures, elle n’a pas encore compté quatre mouvements, elle doit se présenter pour un examen.

### Évaluation vélocimétrique (doppler) du fœtus

#### Doppler du cordon ombilical

##### Résultat
- Plus précoce et plus spécifique que la biométrie fœtale dans la survenue d'un R.C.I.U
- Combiné avec la biométrie améliore le diagnostic de R.C.I.U
- Permet de diagnostiquer les petits bébés constitutionnels des vrais R.C.I.U
- Grande valeur d'une disparition d'un flux en diastole ou même de l'inversion du flux en diastole (reverse flow)
- Impose hospitalisation
- Les altérations du R.C.F apparaissent 7 à 14 jours après les anomalies du doppler ombilical